# 6G
Il termine 6G (acronimo di 6th Generation) indica la sesta generazione della telefonia mobile, ossia l'insieme di tecnologie di telefonia mobile e cellulare, i cui standard, non ancora esistenti, definiranno una significativa evoluzione rispetto alla tecnologia 5G, che andrà a sostituire.

## Standardizzazione, ricerca e sviluppo
Al 2024, gli standard internazionali di questa nuova tecnologia non sono ancora stati definiti e la tecnologia 6G non sembra ancora figurare nell'agenda del 3GPP né in quella di altri enti o consorzi di standardizzazione.
La rete 6G sarà probabilmente disponibile commercialmente negli anni 2030 e si ritiene che permetterà di raggiungere una velocità di trasmissione dati decisamente più alta della rete 5G, nell'ordine dei 100 Gbit/s e superiore (all'incirca 10 volte la velocità teoricamente raggiungibile con la tecnologia 5G, ossia 10 Gbit/s e circa 50 volte la versione di 5G più veloce su onde millimetriche che, a luglio 2019, sulla rete 5G di AT&T ha raggiunto la velocità massima di 1,8 Gbit/s), anche se alcuni, come Samsung, che a luglio 2020 ha pubblicato al riguardo un articolo intitolato The Next Hyper-Connected Experience for All, parlano di velocità fino a 1000 Gbit/s con una latenza inferiore a 100 microsecondi. Come già per la rete 5G e i suoi predecessori, anche la rete 6G sarà una rete cellulare di tipo digitale.
Sia molte compagnie (tra le quali Samsung, Nokia, Apple ed LG), sia molte nazioni (tra cui Cina, Giappone e Corea del Sud) hanno già mosso dei passi verso lo sviluppo di tale tecnologia.
Secondo alcuni l'avvento della tecnologia 6G potrebbe essere promosso da paesi rimasti indietro nella capacità di fornire componenti e apparecchiature per la tecnologia 5G, come ad esempio gli Stati Uniti d'America, i quali starebbero cercando di creare un ecosistema 6G al fine di recuperare e riconquistare la supremazia nel campo delle infrastrutture per le telecomunicazioni mobili.
Il 13 ottobre 2020 i principali attori dell'industria delle telecomunicazioni statunitense riuniti nella ATIS (Alliance for Telecommunications Industry Solutions) hanno lanciato la "Next G Alliance", con l'obiettivo di definire la strategia sulla tecnologia 6G, focalizzandosi su standardizzazione, specifiche tecniche, produzione di componentistica e messa in servizio degli apparati. Tra i membri di spicco di tale progetto figurano AT&T, Verizon e T-Mobile ma anche produttori di software come Cisco, Qualcomm, Google, Facebook, Microsoft e Apple, mentre produttori di apparecchiature come Nokia ed Ericsson figurano come aziende associate.

L'8 dicembre 2020 l'Unione europea ha invece lanciato il progetto Hexa-X, che nasce nell'ambito del programma Horizon 2020, il quale riunisce i produttori di dispositivi per le telecomunicazioni, tra cui nuovamente Nokia ed Ericsson, e gli operatori di telecomunicazioni, tra cui Telefónica e Orange, per definire la roadmap e guidare i futuri sviluppi della tecnologia 6G.
Anche nel continente asiatico la tecnologia 6G è diventata materia di interesse a partire già dal 2019, tanto che, il 6 novembre 2020, grazie ad un razzo Lunga Marcia 6, la Cina ha messo in orbita tredici satelliti, tra cui un satellite sperimentale, denominato Tianyan-05, atto a verificare l'utilizzo nello spazio di una tecnologia di trasmissione a frequenze nell'ordine dei THz, cosa finora mai testata prima nell'ambito delle comunicazioni spaziali.
Nel 2024 il Giappone svela il primo dispositivo 6G, venti volte più veloce del 5G, sbloccando così una velocità di 100 Gbps.
China Mobile ha investito 5,4 miliardi di dollari nella ricerca e sviluppo di reti 6G. Nel 2025 eseguito il primo test al mondo in cui è stata raggiunta una velocità di download pari a 280 Gb al secondo.

## Tecnologia

### Progressi nell'amplificazione
Diversi studi degli anni 2019-2020 hanno contribuito a segnare un discreto progresso verso lo sviluppo dell'industria 6G. Un gruppo di ricerca dell'Università della California di Santa Barbara ha pubblicato due articoli sulla rivista IEEE Electron Device Letters in cui si riportano diversi aspetti chiave di un nuovo modulo amplificatore di potenza basato su transistor ad effetto di campo ad alta mobilità elettronica "N-polari" in nitruro di gallio (GaN). La presenza degli elettroni ad alta mobilità nel transistor, ossia del gas bidimensionale di elettroni che si forma alla giunzione dei due semiconduttori per effetto piezoelettrico e grazie alla polarizzazione spontanea del nitruro di gallio, darebbe al dispositivo la capacità di operare ad alte frequenze, essendo gli elettroni liberi di muoversi attraverso di esso senza ostacoli. Sebbene a dicembre 2020 i dati non siano ancora stati pubblicati, i membri del suddetto team di ricerca hanno dichiarato che il dispositivo, testato con frequenze attorno ai 94 Ghz, ha mostrato risultati promettenti (a tale frequenza il dispositivo ha mostrato un rapporto tra rendimento e larghezza del gate pari a 8,8 watt per millimetro con un'efficienza energetica del 27%, mentre un dispositivo Ga-polare ha prodotto solo 2 W/mm con la stessa efficienza) e che, stando alle loro previsioni, alla fine saranno in grado di testare i nuovi dispositivi a frequenze molto più alte di prima (140 e 230 GHz).